# بحران انرژی در ایران
بحران انرژی در ایران یک مشکل چند جانبی است که با ترکیبی از عوامل، از جمله حکمرانی غلط و اخذ تصمیم‌های اشتباه، عدم جذب سرمایه‌گذاری خارجی، شکست‌های سیاست خارجی و تسلط سپاه پاسداران انقلاب اسلامی بر صنایع تحت سلطه آنها تشدید شده است. از نوامبر ۲۰۲۴، ایران با شدیدترین بحرانهای انرژی در دهه‌های اخیر، شامل قطع مکرر برق و اختلال در تأمین گاز طبیعی مواجه است. زیرساخت‌های انرژی کشور خراب است و بسیاری از پالایشگاه‌ها و نیروگاه‌های کشور، کمتر از ظرفیت خود کار می‌کنند. عرضه انرژی ایران غیرقابل اعتماد است و خاموشی‌ها و کمبودهای مکرر، بر زندگی روزمره، صنایع و خدمات ضروری تأثیر می‌گذارد. محمدجواد ظریف، وزیر امور خارجه پیشین، اذعان کرد که هزینه‌های برنامه هسته‌ای می‌توانست کل بخش انرژی ایران را بیش از ۲۰ برابر ارتقا بخشد. کنترل سپاه بر صنایع اصلی، از جمله تولید و توزیع برق، مانع مدیریت کارآمد و برنامه‌ریزی استراتژیک شده است. اولویت دادن به منافع سیاسی و اقتصادی رژیم بر مدیریت توسعه زیرساختی، بحران را شدیدتر کرده است.
علیرغم کمبود مداوم برق، ایران همچنان به صادرات برق ادامه می‌دهد و در چهارماهه اول سال ۲۰۲۳ نسبت به مدت مشابه در سال ۲۰۲۲، افزایشی نزدیک به ۹۲ درصد داشته است.بر پایه ارزیابی وزارت نفت که «تجارت‌نیوز» در فروردین ۱۴۰۴ منتشر کرد، کسری روزانه گاز کشور در زمستان ۱۴۰۴ ممکن است به ۳۰۰ میلیون مترمکعب برسد.

## کمبود برق و عدم تعادل انرژی
از زمستان ۲۰۲۴، ایران نه برای اولین بار، با شدیدترین بحران انرژی خود در دهه‌های اخیر، با قطع مکرر برق و اختلال در تأمین گاز طبیعی، رنج می‌برد. مقامات از تعطیلی گسترده مدارس، دانشگاه‌ها، ادارات دولتی و مراکز خرید در پایتخت تهران و ۱۷ استان ایران برای صرفه جویی در مصرف انرژی خبر دادند. بسیاری از بزرگراه‌ها و خیابان‌ها دچار خاموشی شده‌اند، از جمله قطع برق ۲۴ ساعته در جاده خطرناک هراز است که تهران را به شهرهای شمالی متصل می‌کند. بسیاری از مدارس، به آموزش از راه دور روی آورده‌اند، در حالی که برخی دیگر در چندین استان بسته هستند.
کمبود برق ایران تا تابستان ۲۰۲۴، حدود ۱۴۰۰۰مگاوات برآورد شده است که رقم قابل توجهی، معادل دو برابر برق تولیدی کل آذربایجان است. برآوردهای قبلی وزارت نیرو و مرکز پژوهش‌های مجلس، حاکی از آن بود که ایران برای جلوگیری از کمبود برق، باید سالانه ۵۰۰۰ مگاوات (۷ درصد) به تولید برق خود اضافه کند. آمارهای رسمی نشان می‌دهند که این هدف در سال‌های اخیر به‌دست نیامده است. در مجموع، عدم تعادل انرژی در سال ۲۰۲۴ حدود ۳۰۰ میلیون متر مکعب در روز است.
عرضه انرژی ایران غیرقابل اعتماد است و خاموشی‌ها و کمبودهای مکرر برق، بر زندگی روزمره، صنایع و خدمات ضروری، تأثیر می‌گذارد.

### اعتراضات ضد حکومتی در پی قطع برق
در بهمن ۱۴۰۳، شهر دهدشت در واکنش به قطع مکرر برق که ناشی از بحران انرژی در ایران بود، شاهد اعتراضات گسترده‌ای بود. معترضان با سردادن شعارهایی علیه حکومت، نارضایتی خود را از ناتوانی دولت در مدیریت این بحران ابراز کردند. نیروهای امنیتی جمهوری اسلامی با سرکوب شدید، استفاده از خشونت و شلیک گاز اشک‌آور، این اعتراضات را سرکوب کردند. همچنین، نیروهای امنیتی با حضور گسترده در میدان مرکزی شهر، از تجمع بیش از دو نفر جلوگیری کرده و عابران را در صورت سردادن شعار به بازداشت تهدید می‌کردند. تعدادی از معترضان بازداشت شدند، بدون اینکه اطلاعاتی دربارهٔ سرنوشت آن‌ها منتشر شود. جوانان دهدشت بر ادامه اعتراضات تأکید کرده و از مناطق همجوار خواستار پیوستن به آن‌ها شدند. اعتراضات به شهرهای شیراز، تهران، یزد، پرند، شازند، بوکان، هشتگرد و کامیاران نیز گسترش یافته است. در این شهرها، شهروندان با سردادن شعارهایی به قطع مکرر برق اعتراض کردند.

## علل کمبود و عدم تعادل انرژی
ایران در دهه اخیر، با عدم تعادل در بازار انرژی خود مواجه بوده است. مصرف برق از سال ۲۰۱۰، سالانه ۴ درصد افزایش یافته است و در سال ۲۰۲۲ به ۲۹۲ تراوات ساعت (تراوات ساعت) رسیده است. بخش مسکونی، ۳۳ درصد از مصرف برق را تشکیل می‌دهد و پس از آن، بخش صنعت با (۳۳ درصد) و بخش خدمات با (۱۸ درصد) قرار دارند. مابقی یعنی (۱۶ درصد)، در صنایع نفت و گاز مصرف می‌شود.
مصرف سرانه انرژی، برابر با ۳٫۲TOE (این معیار، مقدار انرژی موجود در یک تن نفت خام را نشان می‌دهد) است. مصرف سرانه انرژی در ایران، مشابه با میانگین خاورمیانه یا اتحادیه اروپا است.
از سال ۲۰۱۶، گاز طبیعی حدود ۷۰ درصد از کل مصرف انرژی را به خود اختصاص داده است که این سهم از سال ۲۰۱۰، به‌طور پیوسته ۱۰ درصد افزایش یافته است.
ایران هر سال ۷۰ میلیارد متر مکعب گاز به نیروگاه‌ها می‌رساند که تقریباً ۱٫۵ برابر کل گاز مصرفی ترکیه است. ایران در تابستان ۲۰۲۴ با ۱۴۰۰۰ مگاوات کمبود برق مواجه شد. علیرغم ظرفیت اسمی بیش از ۹۲ گیگاوات، بسیاری از نیروگاه‌های ایران قدیمی اند و بخش قابل توجهی از نیروگاه‌های بخار و گاز، بیش از ۳۰ سال عمر دارند. دلیل این سرمایه‌گذاری کم، تحریم‌های اقتصادی ایران و محدودیت‌های دولتی است. وزارت نیرو که تنها خریدار برق است، با جلوگیری از تشکیل بازار انرژی، مشوق‌های بخش خصوصی را محدود کرده است، بنابراین ایجاد بدهی فزاینده دولت به صاحبان نیروگاه‌های خصوصی، مانع از سرمایه‌گذاری شده است. تا اوایل سال ۲۰۲۴، بدهی دولت به صاحبان نیروگاه‌های خصوصی، از ۲ میلیارد دلار گذشت. فشار مالی ایران بخاطر ۳۰ میلیارد دلار یارانه برق و ۵۲ میلیارد دلار برای فرآورده‌های نفتی در سال ۲۰۲۳، بدتر شده که علتش افزایش مصرف است. علاوه بر این، ۱۳ درصد برق، در شبکه‌های فرسوده انتقال و توزیع از بین می‌رود که سالانه ۴ تا ۵ میلیارد دلار برای کشور هزینه دارد.
این امر منجر به قطع مکرر برق در اوج تابستان و کسری روزانه ۲۵۰ میلیون متر مکعب گاز در زمستان می‌شود که حداقل سالانه ۸ میلیارد دلار برای صنایع هزینه دارد.

## علل عدم تعادل گاز
ایران چهارمین کشور مصرف‌کننده گاز در جهان است و بیشتر از ۳۰ کشور اروپایی در مجموع، گاز مصرف می‌کند. این کشور سالانه حدود ۲۶۰ میلیارد متر مکعب گاز طبیعی تولید می‌کند که ۱۸ میلیارد متر مکعب آن برای صادرات و بقیه در داخل مصرف می‌شود. مصرف گاز ایران از ۱۵۳میلیارد مترمکعب در سال ۲۰۱۳، به ۲۴۵ میلیارد مترمکعب در سال ۲۰۲۳ افزایش یافته است که توسط بخش مسکونی، وسایل نقلیه و نیروگاه‌ها مصرف می‌شود.
زیر بنای صنعت گاز ایران کارایی ندارد و بنا بدلائل شعله‌ور شدن، نشت و بهره‌گیری پایین، خسارات قابل توجهی به همراه دارد. این کشور سالانه ۱۸ میلیارد متر مکعب گاز را به دلیل تجهیزات ناکافی جمع‌آوری می‌کند ولی سالانه ۷ میلیارد متر مکعب آن در شبکه انتقال و توزیع تلف می‌شود. علاوه بر این، نیروگاه‌های حرارتی ایران تنها با راندمان ۳۳ درصد کار می‌کنند و ۱۳ درصد از برق در حین انتقال از بین می‌رود.
تحریم‌های اقتصادی در دو دهه، گذشته مانع از سرمایه‌گذاری خارجی در بخش انرژی ایران شده و توسعه ظرفیت تولید گاز و نیروگاه‌ها را محدود کرده است. علیرغم داشتن ذخایر قابل توجه گاز در مراکز ذخائر انرژی مشترک، بسیاری از آنها به دلیل عدم سرمایه‌گذاری توسعه نیافته باقی مانده‌اند. توسعه متوقف شده میدان گاز پارس جنوبی، این عدم
تعادل را شدیدتر کرده است. وزیر نفت ایران در سال ۲۰۲۲، هشدار داد که بدون یک سرمایه‌گذاری ۲۴۰ میلیارد دلاری، ایران تبدیل به یک وارد کننده انرژی خواهد شد.
در حالی که کشورهای همسایه مانند ترکیه، ترکیب انرژی خود را با متعادل کردن زغال‌سنگ، گاز طبیعی، نفت و انرژی‌های تجدیدپذیر متنوع می‌کنند، ایران همچنان به شدت به گاز طبیعی متکی باقی مانده است.

### بازار ارزهای دیجیتال
بازار ارزهای دیجیتال در ایران در حال رونق است. استفاده از بیت کوین، باعث مصرف انرژی زیادی است و به منابع الکتریکی قابل توجهی نیاز دارد. شبکه برق ایران با قطع مکرر و اتلاف حدود ۱۳ درصد برق در حین انتقال، بسیار پرهزینه است. رژیم ایران برای گسترش بازار ارزهای دیجیتال خود، به ویژه برای بیت کوین، در صدد برهم زدن تحریم‌های بین‌المللی برآمد و مقدار قابل توجهی از برق تولیدی (تقریباً ۶۰۰ مگاوات) را از شبکه عمومی برق حذف کرد.

## فساد و سوء مدیریت
بخش انرژی ایران در سال‌های اخیر و مخصوصاً از زمان ریاست جمهوری ابراهیم رئیسی در سال ۲۰۲۱، با سوءمدیریت و فساد قابل توجهی مواجه بوده است. این کشور به دلیل برنامه‌ریزی ضعیف، زیرساخت‌های قدیمی و نیز تأثیر تحریم‌های بین‌المللی، با کمبود انرژی مواجه است. علیرغم این چالش‌ها، دولت ایران نتوانسته است سیستم برق خود را مدرن کند که در نتیجه، منجر به قطع مکرر برق و بحران‌های انرژی در طول سال شده است. یکی از مسائل اصلی که کمبود انرژی در ایران را تشدید می‌کند، قاچاق بی‌رویه سوخت است. اگرچه دولت ادعا می‌کند که صادرات مواد سوختی را افزایش داده است، اما بیشتر این تجارت، از طریق شبکه‌های قاچاق غیرقانونی و تحت کنترل سپاه پاسداران انجام می‌شود که آنها هم با نظارت رسمی رژیم فعالیت می‌کنند. سوخت یارانه ای ایران بسیار ارزان‌تر از کشورهای همسایه است و بهمین دلیل، قاچاقچیان را به‌شدت جذب می‌کند. در نتیجه، مقادیر زیادی بنزین و گازوئیل به صورت غیرقانونی از ایران صادر می‌شود و بدین ترتیب، بازار داخلی را با عدم عرضه کافی مواجه می‌کند. ملک شریعتی، نماینده مجلس فاش کرد که سالانه حدود ۱٫۵ میلیارد لیتر سوخت مایع از نیروگاه‌های ایران قاچاق می‌شود و فعالیت‌های قاچاق، اغلب شامل مدارک جعلی و جریمه‌های پایین است که در نتیجه، چنین جرائمی را سودآور می‌کند.
خصوصی کردن نیروگاه‌های اصلی در سال‌های اخیر نیز، به وخامت بخش انرژی ایران کمک کرده است. در ارتباط با محدودیت‌های بودجه، دولت بسیاری از نیروگاه‌ها را به سرمایه گذاران خصوصی که اغلب از نظر سیاسی مرتبط بودند، واگذار کرد. با این حال، این مالکان جدید، برای تعمیر و نگهداری این نیروگاه‌ها، سرمایه‌گذاری لازم را نکرده‌اند و بدین ترتیب، باعث از بین رفتن این تأسیسات می‌شوند. به عنوان مثال، نیروگاه‌هایی مانند نیروگاه آبادان و زاگرس، با قیمت‌های بسیار ارزان، به سازمان‌های قدرتمندی مانند ستاد، بنیاد شهید و امور ایثارگران واگذار شد و باز افراد خودی رژیم را ثروتمندتر کرد و بدین ترتیب، باز هم موجب کمبود انرژی مورد نیاز کشور شدند.
پیچیدگی بیشتر، به‌دنبال طرح جنجال‌برانگیز خصوصی‌سازی در آخرین بودجه کشور است که به نهادهای نظامی و مرتبط با دولت، مانند ستاد کل نیروهای مسلح، اجازه می‌دهد نفت را بفروشند و سودجویی خود را حفظ کنند. این رویه که در گذشته برای صادرات غیرقانونی نفت و در زمان تحریم‌ها استفاده می‌شد، زنگ خطر را در مورد فساد مداوم در رژیم به صدا درآورده است. یک مورد قابل توجه از چنین فسادهایی در سال ۲۰۱۳ رخ داد که تاجری بنام بابک زنجانی، به دنبال یک اختلاس ۲٫۷ میلیارد دلاری از طریق فروش غیرقانونی نفت، دستگیر شد.

## بحران گاز ۱۴۰۱
به دنبال موج جدید سرمای در زمستان ۱۴۰۱ و کمبود گاز، بسیاری از مدارس، دانشگاه‌ها، اداره‌ها و شهرک‌های صنعتی در استان‌های مختلف ایران مجبور به کم کردن ساعت کاری یا تعطیلی شده‌اند. بحران گاز همچنین باعث توقف تحویل گاز به صنایع پتروشیمی، فولاد، سیمان و نیروگاه‌های برقی شد و جریان گاز بیش از ۸۴۰ سازمان و نهاد دولتی و عمومی در پی اخطارهای صادرشده قطع شده است.
در برخی از روستاها به دلیل قطعی گاز مردم در صف‌های طولانی نفت شکل گرفت. از قطعی گاز در برخی مناطق استان‌های خراسان رضوی، قزوین و گلستان است.
در بسیاری از مناطق ایران، تعداد قابل توجهی از جایگاه‌های سی‌ان‌جی به دلیل کمبود گاز قطع شد.
پیش‌تر نیروگاه‌های برق ایران برای صرفه‌جویی در مصرف گاز، مازوت مصرف کردند و این موضوع باعث آلودگی شدید هوا در شهرهای بزرگ شد.

## قطع گاز پتروشیمی‌ها
زمستان سخت جواد اوجی با قطع زود هنگام گاز پتروشیمی‌ها در گرم‌ترین پاییز سالهای اخیر آغاز شده است. هنوز با سرد نشدن هوا پتروشیمی‌های بسیاری از جمله زاگرس، لردگان و مسجد سلیمان از کاهش یا قطع گاز خود خبر دادند!
تأمین گاز بخش خانگی مهم‌ترین اولویت شرکت ملی گاز است. اما برای تأمین گاز بخش خانگی راحت‌ترین کار برای وزارت نفت قطع گاز پتروشیمی‌هاست، قطع گازی که گاهی تا ۴۵ روز نیز به طول می‌انجامد. براساس آمار، سال گذشته، مجموع گازی که به‌عنوان خوراک و سوخت در اختیار پتروشیمی‌های قرار گرفت حدود ۸ درصد مصرف روزانه کشور، و معادل روزانه ۶۲ میلیون مترمکعب بوده است.

### واکنش مقام‌های جمهوری اسلامی
محمدرضا جولایی، از مدیران شرکت گاز اعلام کرده بود که اگر میزان مصرف گاز به همین روال ادامه داشته باشد استان‌های خراسان رضوی، خراسان شمالی و خراسان جنوبی، گلستان و مازندران با چالش مواجه خواهند شد. جواد اوجی، وزیر نفت، مردم را تهدید کرد در صورت مصرف «خارج از الگو» گازشان قطع می‌شود و «مردم بعداً دربارهٔ این مسئله نباید گله‌مند شوند». او همچنین به شهروندان توصیه کرد برای مقابله با سرما در شرایط کمبود و قطع گاز در خانه لباس گرم بپوشند. وزارت نفت وعده داده بود که فاز ۱۱ میدان گازی پارس جنوبی وارد مدار مصرف شود اما به دلیل ضعف برنامه‌ریزی، این فاز به بهره داری نرسید. یکی از مدیران شرکت گاز گفته است که در برخی از مناطق برای مصرف، کپسول‌های گاز باید جایگزین شود. مهدی چمران عضو شورای شهر تهران گفته است «درخواست ما این است که مردم خودشان به خودشان یاری برسانند که از این سرما آسیب نبینند.»

### زمستان سخت اروپا
مقام‌ها و طرفداران جمهوری اسلامی به دنبال مداخله نظامی روسیه در اوکراین و قطع صادرات گاز روسیه به اروپا از عبارت «زمستان سخت اروپا» بارها سخن گفته‌بودند. محمد مرندی مشاور تیم مذاکره کننده هسته‌ای ایران در توییتی با کلیدواژه «زمستان سرد» گفته‌بود: «ایران صبور خواهد بود. ایالات متحده در زمان اوباما به‌طور سیستماتیک توافق را نقض کرد و در زمان ترامپ/ بایدن حداکثر فشار را علیه شهروندان بی‌گناه اعمال کرد. از این‌رو، ایران ابهامات یا خلأهای متن را نمی‌پذیرد. زمستان نزدیک است و اتحادیه اروپا با بحران انرژی فلج‌کننده مواجه است». روزنامه کیهان هم با استناد به دلایل مشابه و درپیش‌بودن پاییز و زمستانی سرد برای اروپا، خواستار توقف موقت مذاکرات شده‌بود. محمد مرندی در ۲۸ مرداد ۱۴۰۱ هم در گفتگوی تلفنی با بوریس جانسون، نخست‌وزیر وقت انگلیس، امانوئل ماکرون، رئیس‌جمهور فرانسه، اولاف شولتز، صدر اعظم آلمان با جو بایدن، رئیس‌جمهور آمریکا پیرامون برجام نیز نوشت: «زمستان دارد می‌آید.» جواد اوجی، وزیر نفت ایران در شهریور ۱۴۰۱ در یک برنامه در شبکه افق گفت «امسال زمستان سختی در انتظار کشورهای غربی به خصوص اروپاست و دولت‌های اروپایی با دست خودشان به مردمشان ظلم می‌کنند» روزنامه ایران نیز در ۱۴ شهریور سرمقاله‌ای با عنوان «زمستان غرب را سر عقل خواهد آورد» منتشر کرد. اما در واقعیت در اروپا خبری از زمستان سخت نشد و بر اساس گزارش‌ها ذخایر گاز به حد موردنیاز رسید و قیمت گاز نیز روند کاهشی پیدا کرد.

## خاموشی ۱۴۰۳
در آبان ۱۴۰۳، پس از اینکه تقاضا برای برق در طول تابستان باعث خاموشی‌های مکرر شد، کمبود شدید گاز باعث شد تا دولت آماده شود تا خاموشی‌های بیشتری را در طول زمستان به مردم تحمیل کند. تا دسامبر ۲۰۲۴، دفاتر دولتی ایران فقط به‌طور جزئی کار می‌کردند یا به‌طور کامل تعطیل شدند، مدارس و دانشکده‌ها فقط به آموزش آنلاین منتقل شدند، برق مراکز خرید و بزرگراه‌ها قطع شد و به دلیل کاهش صنعت برق تقریباً متوقف شد. نتیجه کمبود برق، تعطیلی ۲۳ استان ایران بود.

## خاموشی ۱۴۰۴
در ۵ اردیبهشت ۱۴۰۴ تهران دچار خاموشی شدید شد که باعث تعطیلی کلیه مدارس، دانشگاه‌ها و ادارات دولتی شد. در نتیجه خاموشی ، تظاهرات ضد دولتی در سراسر کشور شروع شده است.

## واکنش‌ها به بحران
در تاریخ ۳۰ بهمن ۱۴۰۳، شاهزاده رضا پهلوی در نشست حقوق بشر ژنو سخنرانی کرد و در آن به مشکلات گسترده‌ای که جمهوری اسلامی برای مردم ایران ایجاد کرده، اشاره نمود. او در بخش مهمی از سخنان خود، به بحران انرژی و وضعیت اقتصادی بحرانی کشور پرداخت و رژیم جمهوری اسلامی را به سوءمدیریت منابع کشور متهم کرد. او با تاکید بر اینکه «در کشوری که باید یکی از ثروتمندترین کشورهای جهان باشد، تعداد رو به رشدی از هموطنان من حتی نمی‌توانند نان بخرند، چه رسد به گوشت»، به وضعیت معیشتی نامناسب مردم پرداخت. همچنین، او با اشاره به قطعی‌های مکرر گاز و برق در ایران، اظهار داشت: «کشوری که روی دومین ذخایر بزرگ گاز جهان نشسته، قطعی‌های برق سراسری را تجربه می‌کند. بیماران در بیمارستان‌ها می‌میرند، کسب‌وکارها ورشکسته می‌شوند و خانواده‌ها در تاریکی می‌مانند».